# Kallima couppei
Kallima couppei är en fjärilsart som beskrevs av Ribbe 1898. Kallima couppei ingår i släktet Kallima och familjen praktfjärilar. Inga underarter finns listade i Catalogue of Life.